# Ne (テキストエディタ)
ne（"nice editor"の意）はミラノ大学のSebastiano Vignaによって開発されているLinuxやmacOSのようなPOSIX準拠のOSのためのコンソールテキストエディタである。neは、terminfoライブラリを使っているが、GNU Termcap実装のデータベースを使ってもコンパイルでき、Cygwinのバージョンもある。
尚、日本国内では、VZ Editorライクなエディタである"NxEdit"もneのファイル名を利用しているが、全く別のソフトウェアである。
neは、POSIX準拠のOSで移植可能で、低速なリモート接続でも使えるとともに、現代のユーザーと初心者にも扱いやすいviの代替となることを目指している。キーボードショートカットはviのコマンドモードの代わりに⎈ Ctrl+Qで終了、⎈ Ctrl+OでファイルのオープンなどGUI由来の物に準じた物になっている。構文強調、正規表現、変更が可能なメニューとキーバインド、自動補完など高度なテキストエディターで一般的な多くの機能をサポートしている。neは、デフォルトで選択されたテキストのブロックをMeta+Tを押下する事でコマンドラインフィルタにパイプで引き渡すことができ、UTF-8エンコーディングもサポートしており、8ビットクリーンな実装となっている。
neはMartin Taillerferによって書かれたAmiga 3000TのTurboTextエディタに触発され、cursesライブラリを使用して開発された。
その後、terminfoライブラリを活用するためにLinuxに開発は移行した。Todd Lewisが開発チームに加わり、ノースカロライナ大学チャペルヒル校で必要な機能を加えるコードを寄付した。これは、neを彼らの研究用のMVSからUNIXへの移行の一部として実装したものだった。Daniele Filarettiは、Joeからのコードを使って構文強調について協力した。
バージョン2.6は、ファイルを開く画面に逐次検索が追加され、開いているドキュメントのリストのステータスインジケータの追加によって構文強調を改善した。バージョン3.1.0は64ビットをフルサポートし、ファイルサイズと行の長さは利用可能なメモリとディスクスペースによってのみ制限され、大きなファイルは透過的にメモリにマッピングされる。
Linux Voice誌はneをLinuxの 3番目に優れたエディターとして評価している。